# Thomastown
Thomastown (Baile Mhic Andáin en irlandais) est une ville du comté de Kilkenny en république d'Irlande.
La ville de Thomastown compte 1 837 habitants.

## Personnalités
- Kennedy Francis Burns, homme politique canadien né à Thomastown.
- William John Hennessy, (1839-1917), peintre irlandais né à Thomastown.